# Thomas Mellin-Olsen
Thomas Mellin-Olsen (ur. 8 listopada 1977) – norweski skoczek w dal i sprinter. Reprezentował barwy klubu IL Gular.

## Kariera
Wziął udział w Mistrzostwach Europy w 2002 roku. W finale skoku w dal zajął dwunaste miejsce z wynikiem 7,57 m (w eliminacjach uzyskał rezultat lepszy o 29 cm). W 1998 roku startował też w jako członek sztafety 4 x 100 m na Mistrzostwach Europy, ale jego zespół nie awansował do rundy finałowej. Wielokrotnie reprezentował Norwegię w zawodach Pucharu Europy, odnosząc dwa zwycięstwa: w sztafecie 4 x 100 metrów (2001) i skoku w dal (2002). Mellin-Olsen nigdy nie brał udziału w igrzyskach olimpijskich.
Najlepszym wynikiem w jego karierze był 7,91 m na zawodach w Bańskiej Bystrzycy w czerwcu 2002 roku. Rezultat ten dał mu trzecie miejsce w klasyfikacji historycznej pod względem najdłuższych skoków w dal w Norwegii, tuż za Kristenem Fløgstadem i Finnem Bendixenem. Jego najlepszy wynik w hali – 7,61 (2002) jest aktualnym rekordem Norwegii. Rekord życiowy w biegu na 100 metrów ustanowił w 1999 – 10,39.

## Osiągnięcia
- Mistrz Norwegii w skoku w dal (4x) : 2002, 2003, 2004, 2005[4]
- Mistrz Norwegii w skoku wzwyż z miejsca (1x) : 2006[5]
- Halowy Mistrz Norwegii w skoku w dal (3x) : 2002, 2004, 2006[6]
- Halowy Mistrz Norwegii w skoku wzwyż z miejsca (1x) : 2006[6]